# San Miguel Bocanegra
San Miguel Bocanegra är en ort i Mexiko, tillhörande kommunen Zumpango i delstaten Mexiko. San Miguel Bocanegra ligger i den centrala delen av landet och tillhör Mexico Citys storstadsområde. Orten hade 939 invånare vid folkräkningen 2010.